# ألان ليندبرغ
ألان ليندبرغ (بالسويدية: Allan Lindberg)‏ هو القافز بالزانة سويدي، ولد في 21 يونيو 1918 في Fagersta ‏ في السويد، وتوفي في 2 مايو 2004 في أوربرو في السويد.

## وصلات خارجية
- ألان ليندبرغ على موقع اللجنة الأولمبية الدولية (الإنجليزية)
- ألان ليندبرغ على موقع أوليمبيديا (الإنجليزية)
- ألان ليندبرغ على موقع اللجنة الأولمبية السويدية (السويدية)